# Königstraße (Dresden)
Die Königstraße in Dresden ist eine barocke Prachtstraße. Sie führt vom Japanischen Palais zum Albertplatz. Fast alle Gebäude sind hier noch erhaltene barocke Originale.

## Entstehung
August der Starke ließ nach dem Stadtbrand von 1685 rechts der Elbe die Neue Königstadt – heute nur noch Neustadt genannt – als barocke Planstadt mit Häusern im Stil des Dresdner Barock errichten. Zwischen 1722 und 1732 entstand so auch die Königstraße. Sie wurde von Matthäus Daniel Pöppelmann entworfen. Das Konzept sah eine etwa 340 Meter lange und 30 Meter breite lindenbepflanzte Prachtstraße mit einheitlichen, aber trotzdem individuell unterschiedlichen Häuserensembles vor, die sich als optischer Auftakt zum Japanischen Palais verstand. So entstanden edle zurückhaltende Bauten mit schönen Innenhöfen, die teilweise bis zur Rähnitzgasse oder zum Wallgäßchen weiterführen.
Als einziges Dresdner Barockwohnquartier überstand die Umgebung der Königstraße die Bombenangriffe während des Zweiten Weltkriegs relativ unbeschädigt und wurde auch zu DDR-Zeiten trotz anderslautender Pläne nicht abgerissen. Die Königstraße wurde während dieser Zeit in Friedrich-Engels-Straße umbenannt.
Ab 1990 wurden die König- und benachbarte Straßen umfassend restauriert und renoviert. 
Heute beherbergt das Barockviertel Königstraße zahlreiche Geschäfte, Galerien und Restaurants bzw. Kanzleien und Wohnungen.

## Einzelne Gebäude
Die Grundmauern der Häuser Nr. 3 und 5 gehen möglicherweise noch auf die Zeit vor dem Stadtbrand zurück. 
Im Haus Nr. 5a lebte ab 1775 Philipp Daniel Lippert, der Verwalter der Antikensammlung der Kunstakademie. Das Gebäude wurde 1994 saniert und ist nach seinem einstigen Bewohner benannt. 
Zwischen der Hauptstraße und der Königstraße befindet sich die barocke Dreikönigskirche. Schräg gegenüber der Kirche befindet sich im Haus Nr. 15 das Kulturrathaus Dresden. Dessen Kellergewölbe war von 2002 bis 2015 Domizil des Jazzclubs Tonne.
Das Japanische Palais schließt den Blick durch die Königstraße ab. Am anderen Ende der Straße befand sich das Schwarze Tor, wo sich heute der Albertplatz befindet. Daran erinnert unter anderem noch die Sackgasse Am Schwarzen Tor auf der anderen Seite der Albertstraße.